# Len Lunde
Pour les articles homonymes, voir Lunde.
Leonard Melvin Lunde (né le 13 novembre 1936 à Campbell River, Colombie-Britannique au Canada - mort le 22 novembre 2010) est un joueur et entraîneur canadien de hockey sur glace,.

## Carrière de joueur
Après avoir joué son hockey junior avec les Oils Kings d'Edmonton, il signa avec le club professionnel de la ville, les Flyers d'Edmonton qui était alors le club-école des Red Wings de Détroit. Ses bonnes performances sur la glace lui valurent un premier essai avec le grand club de la Ligue nationale de hockey lors de la saison 1958-1959. Il restera avec les Red Wings quatre saisons avec d'être échangé aux Blackhawks de Chicago.
En 1964-1965, il fut l'un des joueurs dominant la Ligue américaine de hockey avec un total de 96 points, ce qui lui valut d'être nommé dans l'équipe d'étoiles de la ligue. Par la suite, il rejoua dans la LNH que brièvement avec les North Stars du Minnesota et avec les Canucks de Vancouver.
Après son séjour à Vancouver, il s'envola pour la Finlande où il joua la saison 1971-1972 et prit sa retraite. En 1973, il fut l'entraîneur de l'Équipe de Finlande de hockey sur glace lors du Championnat du monde de hockey sur glace. En 1973-1974, il sortit brièvement de sa retraite pour jouer une ultime saison complète. Cette fois, il évolua avec les Oilers d'Edmonton dans l'Association mondiale de hockey.
Il devint par la suite entraîneur en Suède quelques années et rejoua une partie en 1979.

## Statistiques
Pour les significations des abréviations, voir Statistiques du hockey sur glace.
| Saison     | Équipe                   | Ligue          |     | Saison régulière | Saison régulière | Saison régulière | Saison régulière | Saison régulière |    | Séries éliminatoires | Séries éliminatoires | Séries éliminatoires | Séries éliminatoires | Séries éliminatoires |
| Saison     | Équipe                   | Ligue          | PJ  | B                | A                | Pts              | Pun              | PJ               | B  | A                    | Pts                  | Pun                  |                      |                      |
| 1953-1954  | Oil Kings d'Edmonton     | WCJHL[Quoi ?]  | 3   | 0                | 0                | 0                | 0                | -                | -  | -                    | -                    | -                    |                      |                      |
| 1954-1955  | Oil Kings d'Edmonton     | WCJHL          | 35  | 28               | 18               | 46               | 37               | 4                | 3  | 2                    | 5                    | 0                    |                      |                      |
| 1955-1956  | Oil Kings d'Edmonton     | WCJHL          | 35  | 37               | 30               | 67               | 27               | 6                | 2  | 2                    | 4                    | 2                    |                      |                      |
| 1955-1956  | Flyers d'Edmonton        | WHL            | 4   | 0                | 2                | 2                | 2                | 2                | 0  | 1                    | 1                    | 0                    |                      |                      |
| 1956       | Pats de Regina           | Coupe Memorial | -   | -                | -                | -                | -                | 5                | 0  | 2                    | 2                    | 2                    |                      |                      |
| 1956-1957  | Flyers d'Edmonton        | WHL            | 70  | 20               | 41               | 61               | 22               | 8                | 3  | 5                    | 8                    | 2                    |                      |                      |
| 1957-1958  | Flyers d'Edmonton        | WHL            | 67  | 39               | 43               | 82               | 17               | 5                | 1  | 4                    | 5                    | 2                    |                      |                      |
| 1958-1959  | Red Wings de Détroit     | LNH            | 68  | 14               | 12               | 26               | 15               | -                | -  | -                    | -                    | -                    |                      |                      |
| 1959-1960  | Red Wings de Détroit     | LNH            | 66  | 6                | 17               | 23               | 10               | 6                | 1  | 2                    | 3                    | 0                    |                      |                      |
| 1960-1961  | Red Wings de Détroit     | LNH            | 53  | 6                | 12               | 18               | 10               | 10               | 2  | 0                    | 2                    | 0                    |                      |                      |
| 1961-1962  | Flyers d'Edmonton        | WHL            | 41  | 26               | 37               | 63               | 21               | 12               | 9  | 9                    | 18                   | 2                    |                      |                      |
| 1961-1962  | Red Wings de Détroit     | LNH            | 23  | 2                | 9                | 11               | 4                | -                | -  | -                    | -                    | -                    |                      |                      |
| 1962-1963  | Blackhawks de Chicago    | LNH            | 60  | 6                | 22               | 28               | 30               | 4                | 0  | 0                    | 0                    | 2                    |                      |                      |
| 1963-1964  | Bisons de Buffalo        | LAH            | 72  | 30               | 43               | 73               | 38               | -                | -  | -                    | -                    | -                    |                      |                      |
| 1964-1965  | Bisons de Buffalo        | LAH            | 72  | 50               | 46               | 96               | 40               | 9                | 4  | 4                    | 8                    | 4                    |                      |                      |
| 1965-1966  | Braves de Saint-Louis    | CPHL           | 11  | 3                | 5                | 8                | 6                | -                | -  | -                    | -                    | -                    |                      |                      |
| 1965-1966  | Blackhawks de Chicago    | LNH            | 24  | 4                | 7                | 11               | 4                | -                | -  | -                    | -                    | -                    |                      |                      |
| 1966-1967  | Buckaroos de Portland    | WHL            | 72  | 26               | 33               | 59               | 16               | 4                | 0  | 0                    | 0                    | 7                    |                      |                      |
| 1967-1968  | Americans de Rochester   | LAH            | 37  | 19               | 33               | 52               | 13               | 11               | 2  | 4                    | 6                    | 0                    |                      |                      |
| 1967-1968  | North Stars du Minnesota | LNH            | 7   | 0                | 1                | 1                | 0                | -                | -  | -                    | -                    | -                    |                      |                      |
| 1968-1969  | Canucks de Vancouver     | WHL            | 65  | 26               | 27               | 53               | 0                | 8                | 3  | 3                    | 6                    | 0                    |                      |                      |
| 1969-1970  | Canucks de Vancouver     | WHL            | 68  | 29               | 34               | 63               | 4                | 11               | 10 | 5                    | 15                   | 8                    |                      |                      |
| 1970-1971  | Canucks de Vancouver     | LNH            | 20  | 1                | 3                | 4                | 2                | -                | -  | -                    | -                    | -                    |                      |                      |
| 1971-1972  | Ilves Tampere            | SM-liiga       | 31  | 28               | 21               | 49               | 40               | -                | -  | -                    | -                    | -                    |                      |                      |
| 1973-1974  | Oilers d'Edmonton        | AMH            | 72  | 26               | 22               | 48               | 8                | 5                | 0  | 1                    | 1                    | 0                    |                      |                      |
| 1979-1980  | Mora IK                  | Division 1     | 1   | 2                | 0                | 2                | 4                | -                | -  | -                    | -                    | -                    |                      |                      |
| Totaux LNH | Totaux LNH               | Totaux LNH     | 321 | 39               | 83               | 122              | 75               | 20               | 3  | 2                    | 5                    | 2                    |                      |                      |

## Trophées et honneurs personnels
- 1965 : nommé dans la 1re équipe d'étoiles de la Ligue américaine de hockey.

## Transactions en carrière
- 5 juin 1962 : échangé aux Blackhawks de Chicago par les Red Wings de Détroit avec John McKenzie en retour de Doug Barkley.
- 6 juin 1967 : réclamé par les North Stars du Minnesota des Blackhawks de Chicago lors du Repêchage d'expansion de la LNH de 1967.
- 13 décembre 1967 : échangé aux Maple Leafs de Toronto par les North Stars du Minnesota avec Murray Hall, Duke Harris, Don Johns, Ted Taylor et Carl Wetzel en retour de Milan Marcetta et de Jean-Paul Parisé.
- 12 février 1972 : sélectionné par les Oilers d'Edmonton lors du repêchage général des joueurs.